# دالاس دريك
دالاس دريك هو لاعب هوكي الجليد كندي، ولد في 4 فبراير 1969 في ترايل في كندا.

## وصلات خارجية
- دالاس دريك على موقع دوري الهوكي الوطني (الإنجليزية)
- دالاس دريك على موقع EliteProspects.com (الإنجليزية)
- دالاس دريك على موقع HockeyDB.com (الإنجليزية)
- دالاس دريك على موقع Hockey-Reference.com (الإنجليزية)